# Carlo Pedrotti
Carlo Pedrotti   (Verona, 12 de novembre de 1817 - Verona, 16 d'octubre de 1893) va ser un compositor i director d'orquestra italià.

## Biografia
Es va formar com a alumne de Domenico Foroni a Verona, on va començar a compondre sobretot obres còmiques des de molt jove. El 1854 la seva obra dramàtica més significativa es va representar a La Scala: Geneviève de Brabant. Fou director a Amsterdam fins al 1845, quan tornà a Verona, on desenvolupà una intensa activitat al Teatre Filharmònic. El novembre de 1852 va tenir lloc l'estrena mundial de la seva Fiorina al "Teatro Nuovo" (Verona) que el gener de 1852 es va estrenar al "Teatro Comunale" de Bolonya dirigida per Pedrotti, al setembre al "Teatro della Canobbiana" de Milà dirigida per Pedrotti i al desembre al Teatro Verdi (Trieste) i el 1854 va tornar al "Teatro della Canobbiana" dirigit per Pedrotti. L'any 1856, de nou al Teatre Nuovo de Verona, va dirigir l'estrena mundial de l'òpera que es considera la seva obra mestra: Tutti in maschera.
L'any 1859 el 7 de febrer va dirigir l'estrena mundial de la seva Isabella d'Aragona amb Antonietta Fricci per a la inauguració del "Teatre Vittorio Emanuele" de Torí, a l'abril Tutti in maschera es va estrenar al "Teatro Regio" de Parma i a l'octubre Isabel d' Aragona va tenir la primera a Trieste. El 1860 es va estrenar Tutti in Maschera a Bolonya i el 1861 al gener Fiorina es va estrenar a Parma i Tutti in Maschera a Trieste i a l'abril va dirigir l'exitosa estrena de Tutti in Maschera al "Teatro della Canobbiana". El 1868 va anar a Torí per dirigir el "Teatro Regio", on va fundar concerts populars i on va tenir l'oportunitat de conèixer Arturo Vigna durant els seus estudis.
El 1882 va ser nomenat director del Liceo Rossini de Pesaro on va introduir un model educatiu que combinava els estudis històrics i literaris amb els musicals. Això, juntament amb la qualitat dels professors que va cridar, va portar una fama important a l'institut de Pesaro on arribaven alumnes d'arreu d'Itàlia i alguns d'aquests van aconseguir més tard una clara fama. El 1892, amb motiu del centenari del naixement de Rossini, va establir les Celebracions Rossini durant les quals estudiants i professors actuaven públicament. L'any següent va tornar de nou a Verona, on el 16 d'octubre de 1893 una greu depressió el va empènyer a suïcidar-se llançant-se a les aigües de l'Adige.
Tres carrers han rebut el seu nom: un a Torí, prop de Corso Novara, un a Verona i un altre a Pesaro. A ell està dedicat l'Auditori del Conservatori "G. Rossini" de Pesaro.

## Les obres
Pedrotti va musicar setze òperes, principalment òpera còmica. També va compondre música sacra i diversos poemes de cambra.
- Lina - "Teatro Filarmonico" (Verona), 1840.
- Clara di Mailand - Verona, 1840.
- Matilde - Amsterdam, 1841.
- La figlia dell'arciere, llibret de Felice Romani - Amsterdam, 1844.
- Romea di Montfort, llibret de Gaetano Rossi - "Teatro Filarmonico di Verona", 1846.
- Fiorina - "Teatro Nuovo" (Verona), 1851.
- Il parrucchiere della Reggenza, llibret de Gaetano Rossi - "Teatro Nuovo di Verona", 1852.
- Gelmina - Teatre de La Scala de Milà, 1853 amb Fanny Salvini Donatelli.
- Genoveffa di Brabante, llibret de Gaetano Rossi - Teatre de La Scala de Milà, 1854 amb Giovanni Guicciardi.
- Tutti in maschera - Teatre de La Scala de Milà, 1856.
- Isabella d'Aragona - "Teatro Vittorio Emanuele" de Torí, 1859.
- La Guerra in Quattro - "Teatro della Canobbiana" de Milà, 1861 amb Antonio Cotogni.
- Mazeppa - "Teatro Comunale di Bologna", 1861 amb Angelo Mariani i Leone Giraldoni.
- Marion de Lorme, òpera seria en 3 actes - Teatro Verdi (Trieste), 1865.
- Il favorito - "Teatro Regio di Torino", 1870 amb Teresa Stolz.
- Olema la schiava - Mòdena, 1872.